# Carlos Wiederhold
Carlos Wiederhold Piwonka (9 de julio de 1867, Osorno, Chile - 29 de julio de 1935, Santiago, Chile) fue un empresario chileno de origen alemán, conocido por fundar en 1895 el primer asentamiento comercial que luego permitiría la consolidación de la ciudad argentina de San Carlos de Bariloche.

## Biografía

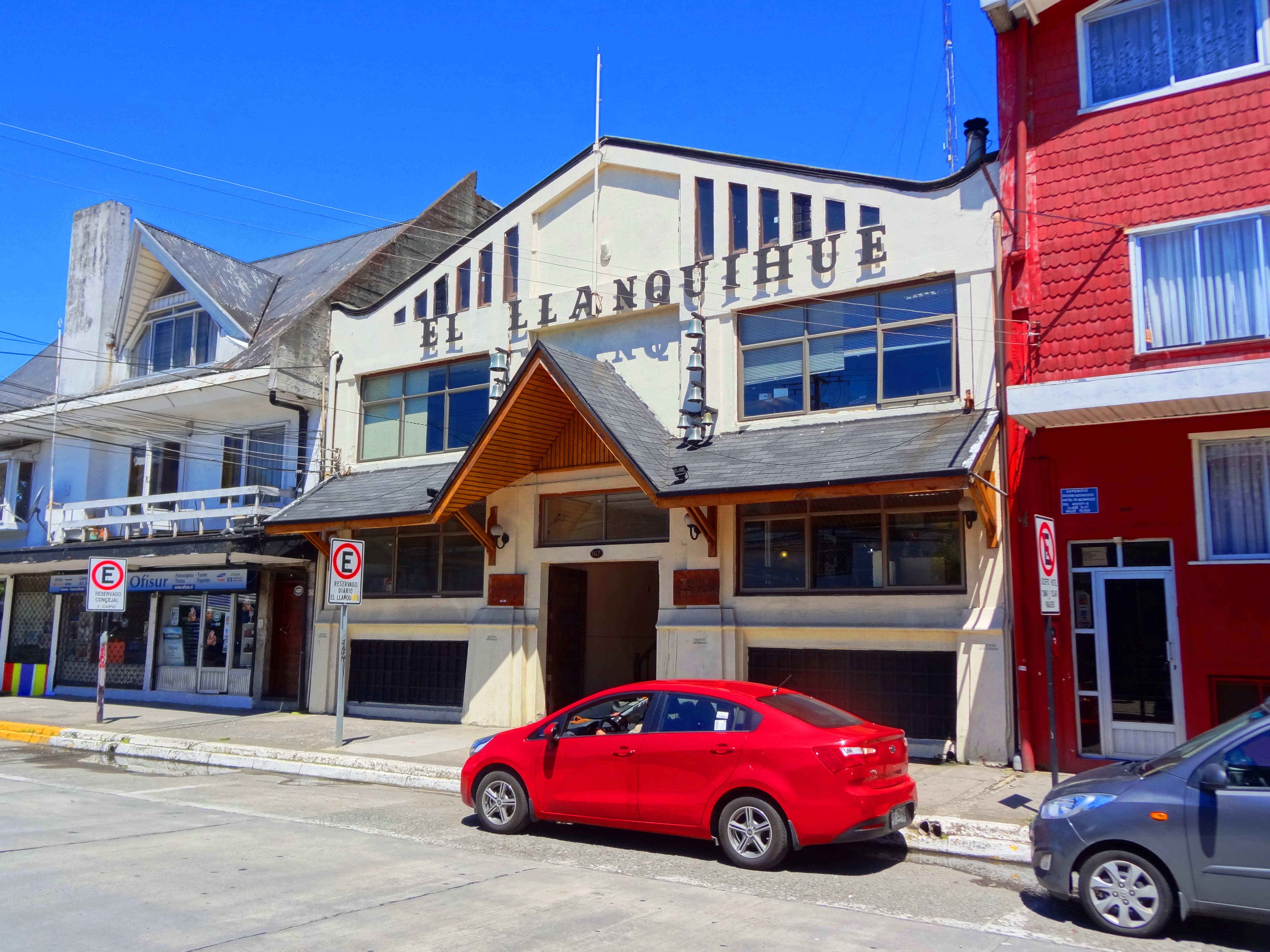
Edificio del diario El Llanquihue, que conserva la fachada de la empresa Carlos Wiederhold y Cía.

Carlos Wiederhold nace en Osorno el 9 de julio de 1867, siendo hijo de Guillermo Wiederhold y de Emilia Piwonka, alemanes llegados a Chile durante el periodo de la Colonización alemana de Valdivia, Osorno y Llanquihue. Su hermano Jermán llegaría a ser uno de los primeros fotógrafos de la zona a fines del siglo XIX. Carlos cursa sus estudios primarios en el Instituto Alemán de Osorno, para luego continuar sus estudios en el Imperio Alemán, donde obtiene el título de arquitecto, volviendo a Chile en 1893. En este país contrae matrimonio con Francisca Erberth, y en segundas nupcias con Emilia Glein, sin que se le conozca descendencia.
En 1894 se radica en la ciudad de Puerto Montt, donde funda la compañía "Carlos Wiederhold y Cía.", dedicada a la importación y distribución de productos europeos en el sur de Chile. En ese contexto incursiona en una nueva ruta comercial desde Puerto Varas hacia la zona del lago Nahuel Huapi en Argentina, llegando a construir en 1895 el almacén «La Alemana» (luego renombrado «San Carlos») a orillas de la actual ciudad de San Carlos de Bariloche.
Debido a la inexistencia de una ruta habilitada, así como a la presencia de numerosos lagos, la ruta que abre Wiederhold, junto con sus hermanos German y Rolf y el chilote Antonio Millaqueo, es la que posteriormente se conocería como «Ruta de los raulíes», que conecta el sector Casa Pangue, en el lado chileno cerca de Peulla, con Puerto Blest en Argentina, evadiendo el lago Frías, cuya navegación no resultaba viable entonces por su aislamiento. Para el desarrollo de esta ruta también construye el primer hotel en Peulla.

Hotel de Carlos Wiederhold en Peulla en 1898.

Para la navegación en el Nahuel Huapi, Wiederhold encarga la construcción del vapor «Condor» en el lado chileno, que luego es desarmadado y cruzado a lomo de la mula por la cordillera, para luego ser ensamblado nuevamente del lado argentino a orillas del Nahuel Huapi.
El asentamiento de Wiederhold en Argentina permitió dar inicio a un fluido intercambio comercial a ambos lados de la cordillera, llevando productos europeos importados a Chile hacia Argentina, así como la exportación de productos ganaderos argentinos a través de Chile. A partir de 1900 delega sus operaciones en Argentina a su socio, el también chileno-alemán oriundo de Osorno, Federico Hube, quien consolida la actividad de la compañía a través de la Casa Hube y Achelis. Dos años después, en 1902, las autoridades argentinas fundan oficialmente la ciudad de San Carlos de Bariloche en Argentina, dándole su nombre en honor al almacén de Carlos Wiederhold, a quien reconocen como primer vecino de la ciudad.
Luego del cese de sus operaciones en Argentina se radicó nuevamente en Puerto Montt, donde continuó dedicado al comercio exterior. Durante este periodo también se desempeñó como cónsul del Imperio Alemán en esa ciudad. Años después se traslada a Santiago de Chile por motivos de salud, donde fallece el 29 de julio de 1935 producto de una leucemia, recibiendo sepultura en el Cementerio General de esa ciudad.